# ليزا كويلي
ليزا جينيفر كويلي (بالإنجليزية: Lisa Kewley)‏ (من مواليد 1974) هي أستاذة ومديرة مساعدة في كلية البحوث لعلم الفلك والفيزياء الفلكية في الجامعة الوطنية الأسترالية للعلوم الفيزيائية والرياضية. تخصصت في تطور المجرة، وفازت بجائزة اني جامب كانون لعلوم الفلك عام 2005 لدراستها عن الأكسجين في المجرات، وجائزة نيوتن لاسي بيرس لعلوم الفلك عام 2008.
وفي عام 2014، تم انتخابها زميلة في الأكاديمية الأسترالية للعلوم.

## حياتها
نشأت كويلي في جنوب أستراليا. شجّعها والداها على المشاركة في معسكر النجوم المدرسية، كما أنها تأثّرت بمدرس الفيزياء في المدرسة الثانوية؛ لتصبح مهتمة بعلم الفلك.
بعد المدرسة، التحقت بجامعة أديليد، وتخرجت بدرجة البكالوريوس (مع مرتبة الشرف) في الفيزياء الفلكية. انتقلت بعد ذلك إلى كانبيرا للحصول على الدكتوراه في الفيزياء الفلكية في الجامعة الوطنية الأسترالية، وحصلت عليها في عام 2002.
في عام 2001، قضت بعض الوقت في الولايات المتحدة الأمريكية كباحثة زائرة في جامعة جونز هوبكنز.  خلال هذا الوقت شاركت في تأليف مقالة في المجلة الفلكية الفيزيائية، بعنوان «تشكيل نظري لمجرات الانفجار الّنجمي»، والتي كانت في عام 2016 أكثر منشوراتها شهرةً.
بعد حصولها على الدكتوراه، انتقلت كويلي إلى مركز هارفارد سميثسونيان للفيزياء الفلكية في بوسطن للحصول على منحة سي إف إيه، والعمل على دراسة تكوين النجوم وتطورها. كان من بين مرشديها عالم الفيزياء الفلكية الأمريكي مارغريت جيلر.  حصلت على زمالة ما بعد الدكتوراه في هابل عام 2004، ثم واصلت عملها في معهد علم الفلك بجامعة هاواي في عام 2005. كانت كويلي جزءًا من فريق هدف لإعادة تحليل صورة تلسكوب هابل لتحديد مجرة بعيدة 9.3 مليار سنة ضوئية.ثم عملت مع مرصد دبليو إم كيك في مونا كيا، لتحليل البيانات حول وجود الأكسجين في هذه المجرات وغيرها من مختلف الأعمار، مما ساهم في فهم تطورها. بعد هذا البحث، حصلت في عام 2005 على جائزة آني جمب كانون في علم الفلك.  كان هناك تقدير آخر لأعمالها في عام 2008، عندما فازت كويلي بجائزة نيوتن لاسي بيرس في علم الفلك، والتي منحتها الجمعية الفلكية الأمريكية. أُعطيت الجائزة لأبحاثها «التي أظهرت كيف تعتمد خصائص المجرة على الوقت الذي تشكلت فيه». درس عملها الاختلاف في خصائص المجرات القديمة والجديدة، بما في ذلك وجود الأكسجين، ومعدل تكوين النجوم، وخصائص نواة المجرة.
في عام 2011، عادت كويلي إلى أستراليا كأستاذة بكلية البحث في علم الفلك والفيزياء الفلكية في الجامعة الوطنية الأسترالية.
في عام 2014، تم انتخاب كويلي زميلةً للجامعة الوطنية الأسترالية، وتم اختيارها لإلقاء محاضرة هارلي وود 2018، وهو حدث سنوي للجمعية الفلكية في أستراليا، حول موضوع الأكسجين والنجوم.
تزوجت كويلي من روبن في كانبيرا في عام 2001، قبل وقت قصير من انتقالهم إلى بوسطن. 
لديهم ابن (من مواليد 2008) وابنة (من مواليد 2011)، وكلاهما ولد عندما كانت تعيش وتعمل في هاواي. 

## روابط أخرى
- Hawaii University page for Lisa Kewley
- Australian National University page for Lisa Kewley